# Daring-Club Echternach
Daring-Club Echternach – klub piłkarski, mający swoją siedzibę w mieście Echternach, na wschodzie kraju.

## Historia
Chronologia nazw:
- 1921: Daring-Club Echternach
- 1940: Wacker Echternach
- 1944: Daring-Club Echternach

Klub piłkarski Daring-Club Echternach został założony w mieście Echternach 28 marca 1921 roku przez studentów z Kolegium. W sezonie 1925/26 zespół debiutował w trzeciej dywizji luksemburskiej. W następnym sezonie klub startował w 2.Divisioun, ale zajął ostatnie 8.miejsce w grupie 2 i spadł do trzeciej dywizji. W 1932 reorganizowano system lig. Najwyższa liga otrzymała nazwę Éirendivisioun, druga liga - 1.Divisioun, trzecia - Promotioun, czwarta - 2. Divisioun itd. W sezonie 1932/33 startował w czwartej dywizji (2. Divisioun), ale nie utrzymał się w niej i spadł do 3.Divisioun. Dopiero od sezonu 1934/35 do 1940 kiedy rozgrywki zostały zawieszony z powodu II wojny światowej występował w IV lidze. Podczas okupacji niemieckiej klub występował w rozgrywkach lokalnych jako Wacker Echternach. W pierwszym powojennym sezonie nie zgłosił się do mistrzostw, a w sezonie 1945/46 jako Daring-Club Echternach zajął ostatnie 10.miejsce w grupie 2, jednak pozostał w czwartej dywizji (2.Divisioun). W sezonie 1951/52 zdobył wicemistrzostwo w grupie 2 i awansował do 1.Divisioun. Jednak debiut w drugiej klasie był nieudanym - ostatnie 12.miejsce w grupie 1 zmusiło do powrotu do Promotioun. Potem jeszcze w sezonie 1954/55 występował w drugiej dywizji. Ale tak jak i poprzednim razem ostatnie 12.miejsce w grupie 1 i powrót do rozgrywek w trzeciej dywizji. W 1957 odbyła się kolejna reforma systemu lig, najwyższa klasa została mianowana Nationaldivisioun, druga liga - Éierepromotioun, trzecia - 1.Divisioun. W 1964 spadł do 2.Divisioun (D4), ale w 1966 wrócił do 1.Divisioun. W 1971 znów zaliczył spadek do 2.Divisioun, jednak po roku znów wrócił do 1.Divisioun. W sezonie 1974/75 zdobył mistrzostwo 1.dywizji i awans do Éierepromotioun (D2). W 1979 spadł do 1.Divisioun, a w sezonie 1981/82 ponownie zdobył mistrzostwo 1.dywizji i wrócił do Éierepromotioun. Ale powrót był nieudanym, tak jak po zajęciu ostatniego 12.miejsca wrócił do trzeciej dywizji. W 1988 klub spadł do czwartej dywizji, a w 1990 wrócił. W 2001 zdobył mistrzostwo 1.dywizji i awansował do Éierepromotioun. W 2003 pożegnał się z nią, ale po roku znów wrócił. W 2005 zaliczył kolejny spadek do 1.Divisioun. W 2013 spadł do 2.Divisioun, a w 2015 wrócił na rok do pierwszej dywizji, po czym znów został zdegradowany do 2.Divisioun.

## Sukcesy

### Trofea międzynarodowe
Nie uczestniczył w rozgrywkach europejskich (stan na 31-12-2016).

### Trofea krajowe
| \| \| Zdobyte trofea w rozgrywkach Luksemburga (stan na: 31-12-2017) \| |                                                                |      |           |
| Rozgrywki                                                               | Osiągnięcie                                                    | Razy | Sezon(y)  |
| Mistrzostwo                                                             | I miejsce                                                      | 0    |           |
| Mistrzostwo                                                             | II miejsce                                                     | 0    |           |
| Mistrzostwo                                                             | III miejsce                                                    | 0    |           |
| Puchar                                                                  | zdobywca                                                       | 0    |           |
| Puchar                                                                  | finalista                                                      | 0    |           |
| II liga                                                                 | I miejsce                                                      | 0    |           |
| II liga                                                                 | II miejsce                                                     | 0    |           |
| II liga                                                                 | III miejsce                                                    | 0    |           |
| II liga                                                                 | 4.miejsce                                                      | 1    | 1975/1976 |
| Luksemburg                                                              | Zdobyte trofea w rozgrywkach Luksemburga (stan na: 31-12-2017) |      |           |

## Stadion
Klub rozgrywał swoje mecze domowe na stadionie Stade Bréil w Echternach, który może pomieścić 1500 widzów.